# يكلنغ (مقاطعة اشتهارد)
يكلنغ (بالفارسية: یکلنگ) هي قرية تقع في قسم بلنغ آباد الريفي (مقاطعة اشتهارد) في إيران.